# Core (San Diego)
El distrito Core es un barrio del centro de San Diego, California.

## Geografía
Este distrito está localizado en el centro de la ciudad; está bordeado al norte por Cortez Hill, al noroeste por la Pequeña Italia, hacia el sur por el distrito Horton y el Gaslamp Quarter, al este por East Village y hacia el oeste por el distrito de Columbia.